# كريستوفر وليامز (رسام)
كريستوفر وليامز (بالإنجليزية: Christopher Williams)‏ (و. 1873 – 1934 م) هو رسام ويلزي، توفي في لندن، عن عمر يناهز 61 عاماً.

## التعليم
تعلم في الكلية الملكية للفنون، وتعلم في الأكاديمية الملكية للفنون
.